# Corydoras loxozonus
Corydoras loxozonus är en fiskart som beskrevs av Han Nijssen och Isbrücker, 1983. Corydoras loxozonus ingår i släktet Corydoras och familjen Callichthyidae. Inga underarter finns listade i Catalogue of Life.